# Daltonisme racial
Le daltonisme racial, également appelé neutralité raciale, cécité aux races ou cécité à la couleur de peau est l'attitude consistant à se dire indifférent aux caractéristiques et aux traits dits raciaux dans le traitement social ou juridique des citoyens ou résidents d'un pays, par exemple lorsqu'il s'agit de choisir les individus qui devraient être autorisés à participer à une activité ou à bénéficier d'un service. Il s'oppose aux politiques de discrimination positive basées sur l'appartenance raciale ou sur la couleur de peau. Il est fréquemment qualifié d'idéologie raciale.

## Idéal
Des sociétés sans distinction de couleur sont exemptes de tout traitement juridique ou social différentiel fondé sur la race ou la couleur de peau.
Une telle société a des politiques gouvernementales neutres sur le plan racial qui rejettent toute forme de discrimination afin de promouvoir l'objectif de l'égalité raciale. Cet idéal était important pour le mouvement américain des droits civiques et les mouvements internationaux de lutte contre la discrimination des années 1950 et 1960.

## États-Unis
Aux États-Unis, dans les années 1960, des changements législatifs ont été mis en œuvre afin d'éliminer le racisme et de garantir l'égalité des chances. L'espoir est de mettre fin aux discriminations raciales et d'établir des normes aveugles à la race. En 1963, Martin Luther King a exprimé son espoir, dans le discours I have a dream, que les gens soient jugés sur le contenu de leur caractère et non sur la couleur de leur peau. Le Civil Rights Act de 1964 avait pour but de rendre toutes les personnes égales devant la loi, quels que soient leur race, leur couleur, leur religion, leur sexe ou leur origine nationale, et le daltonisme pouvait alors apparaître comme un idéal permettant cette égalité, mais cette théorie apparait bientôt comme relevant du mythe. Par la suite des chercheurs, et notamment les juristes à l'origine de la Critical race theory[réf. souhaitée], ont identifié que la cécité à la couleur de peau pouvait en réalité masquer le refus de prendre en compte certaines pratiques racistes implicites,.
En 1992, Andrew Kull affirme dans The Color-Blind Constitution « Alors que chaque État fédéré doit garantir à chaque personne soumise à sa juridiction « l'égale protection des lois cette cécité n'a donc pas été inscrite dans la Constitution, de façon délibérée, le juge se trouvant dès lors investi de la responsabilité de statuer au cas par cas quant à la constitutionnalité des mesures législatives comportant des distinctions »,.
Savoir si ce processus a réellement abouti à une société américaine sans distinction de couleur et si les politiques sans distinction de couleur constituent le meilleur moyen d'atteindre l'égalité raciale est donc très controversé.
L'Université de Berkeley, qui a abandonné les mesures de discrimination positives au profit d'une politique de cécité aux races et d'une prise en compte personnalisée et multicritères des candidatures a constaté une diminution significative des personnes dites issus de minorités dans ses effectifs. Dans le même temps, le niveau global à l'entrée s'est élevé. Toutefois ce changement de politique a coïncidé avec un accroissement des candidatures et une sélectivité accrue, de sorte qu'il n'est pas possible de savoir si la hausse du niveau provient de cette sélectivité accrue ou de la nouvelle politique d'admission.
En Arizona, une loi a été passée en 2010 au nom de cette cécité à la couleur de peau, vue comme favorisant une meilleure intégration de chacun et censée lutter contre le racisme. Elle a abouti à l'interdiction des études mexico-américaines et à la censure des livres qui servaient de support aux programme d'étude du département concerné au sein de l'Université à Tucson.

## France
En raison de son universalisme républicain, la France est parfois qualifiée de « société daltonienne » (à la race) par des médias, et les études universitaires américaines.
Des chercheurs distinguent un daltonisme racial de gauche du daltonisme racial de droite.

## Sociologie racialiste ou racisme daltonien?
Pour Eduardo Bonilla-Silva (en), ce daltonisme renforce le statu quo et aboutit au contraire à une forme de racisme, qu'il organise en quatre grandes catégories : un libéralisme abstrait reposant sur l'idée d'une égalité initiale des chances et justifiant les inégalités par des choix personnels ; le naturalisme, qui justifie la ségrégation et les inégalités raciales comme résultant de phénomènes normaux ou « naturels » ; le racisme culturel, qui s'auto-justifie à partir de stéréotypes négatifs, et qui renforcent le prisme en « blâmant les victimes » et en postulant que ces inégalités proviennent d'un manque d'aspiration à travailler de la part des « minorités » ; et enfin une relativisation du racisme, avec un déni de son importance et de ses conséquences sur ceux qui le subissent,.